# De rege Alexandrino
L'Oratio de rege Alexandrino (Orazione sul re di Alessandria), meglio nota semplicemente come De rege Alexandrino, è un discorso politico pronunciato nel 65 a.C. dall'oratore romano Marco Tullio Cicerone. Dell'orazione sono pervenuti ad oggi solo scarsi frammenti.
In un anno di forti tensioni politiche e sociali quale fu il 65 a.C., Cicerone, dopo aver conquistato una certa popolarità presso i ceti popolari tramite l'orazione Pro Cornelio, scelse di osteggiare il provvedimento proposto da Marco Licinio Crasso, che, secondo un'interpretazione del testamento del re egiziano Tolomeo X Alessandro, intendeva rendere l'Egitto tributario di Roma, in modo tale da potersi impossessare delle grandi ricchezze di quella terra. Osteggiando il provvedimento proposto da Crasso, Cicerone poté contemporaneamente guadagnare ulteriormente il favore di Gneo Pompeo Magno.